# فرمانداری ویژه
فرمانداری ویژه یکی از مراکز دولتی وابسته به وزارت کشور جمهوری اسلامی ایران است که ازنظر سلسله‌مراتب اداری فراتر از فرمانداری و فروتر از استانداری قرار دارد. فرمانداری ویژه بخش عمده‌ای از اختیارات استانداری را دارد و تشکیلاتی است که از فرمانداری گسترده‌تر، توانمندتر و بزرگتر ولی از استانداری کوچکتر و محدودتر است. شخص مسئول فرمانداری ویژه را فرماندار ویژه می‌گویند.

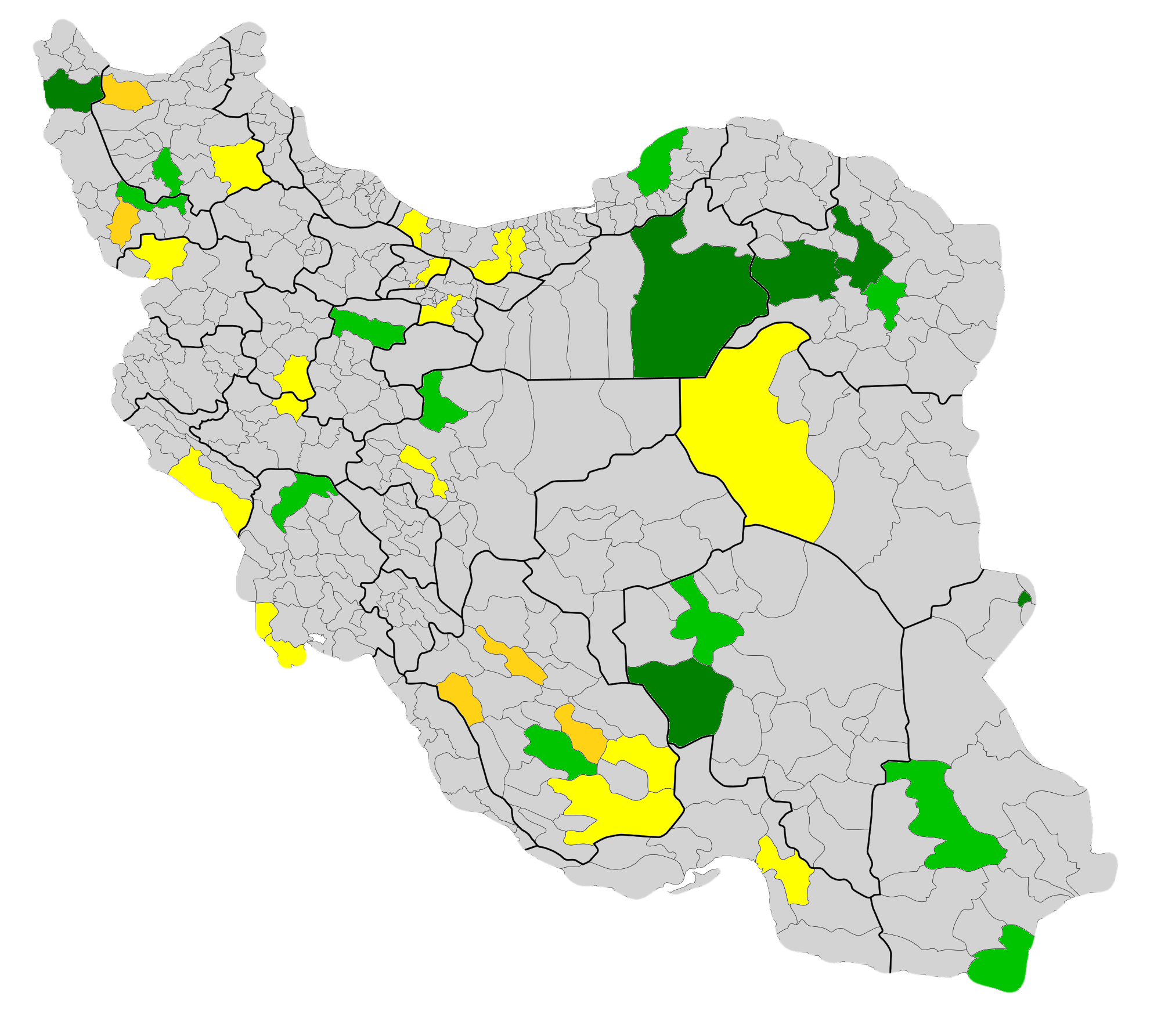
نقشه فرمانداری‌های ویژه به تفکیک برخورداری از شاخص‌های پنجگانه فرمانداری ویژه راهنما:
پنج شاخص
چهار شاخص
سه شاخص
دو شاخص

| واحد تقسیمات کشوری | مسئول               | نهاد                  | نوع            | مرکز         |
| ------------------ | ------------------- | --------------------- | -------------- | ------------ |
| کشور               | وزیر کشور           | وزارت کشور            | دولتی          | پایتخت       |
| استان              | استاندار            | استانداری             | دولتی          | مرکز استان   |
| شهرستان            | فرماندار            | فرمانداری (ویژه)      | دولتی          | مرکز شهرستان |
| بخش                | بخشدار              | بخشداری               | دولتی          | مرکز بخش     |
| دهستان             | بخشدار (قبلاً دهدار) | بخشداری (قبلاً دهداری) | دولتی          | مرکز دهستان  |
| شهر                | شهردار              | شهرداری               | عمومی غیردولتی | –            |
| روستا              | دهیار               | دهیاری                | عمومی غیردولتی | –            |

## شرایط
این مرکز در شهرستان‌هایی که دو شاخص از میان شاخص‌های پنجگانهٔ زیر را دارا باشند، تأسیس می‌شود:
1. جمعیت شهرستان بیش از ۲۵۰٬۰۰۰ نفر باشد.
2. جمعیت مرکز شهرستان بیش از ۱۲۵٬۰۰۰ نفر باشد.
3. مسافت بین مرکز شهرستان و مرکز استان بیش از ۱۲۵ کیلومتر باشد.
4. سابقه فرمانداری بیش از ۵۰ سال
5. مساحت شهرستان بیش از ۵ هزار کیلومتر مربع[۲]

در سال ۱۳۸۶ شهرستان‌هایی که از سه شاخص اول، تنها دو شاخص را دارا بودند، فرمانداری آن‌ها به ویژه ارتقا یافت. بعدها دو شرط دیگر به این سه شرط اضافه شد. شرط مساحت ابتدا ۱۰ هزار کیلومتر مربع بود.

## ساختار اداری
- فرمانداری ویژه در مرکز شهرستان قرار دارد و مسئول اصلی این اداره فرماندار ویژه است. فرماندار ویژه دارای سطح اختیارات بالاتر از فرماندار در سایر شهرستانهاست و معاون استاندار محسوب می‌شود. در نخستین سال این طرح (۱۳۸۶)، در شهرستان‌های شاهرود، آبادان، رفسنجان، خوی، مراغه، سیرجان، مهاباد، زابل، دزفول، تربت حیدریه، ایرانشهر فرمانداری آن‌ها به ویژه ارتقا یافت.
- سطح مدیران واحدهای اداری وزارتخانه‌های راه و شهرسازی، راهداری و حمل و نقل جاده‌ای، جهاد کشاورزی، آموزش و پرورش،  امور اقتصادی و دارایی، کار و امور اجتماعی و اطلاعات در شهرستان‌های اداری فرمانداری ویژه به معاون مدیرکل ارتقا می‌یابد.

## فرمانداری‌های ویژه در کشور
شهرستان‌هایی که در آن‌ها فرمانداری ویژه ایجاد شده که شرایط براساس زمان ارتقاء در فهرست زیر آمده است.
استان آذربایجان شرقی
- فرمانداری ویژه شهرستان مرند[۴]
- فرمانداری ویژه شهرستان مراغه[۵]
- فرمانداری ویژه شهرستان میانه[۶]

| ×             | جمعیت شهرستان | جمعیت مرکز شهرستان | مسافت بین شهر و مرکز استان | سابقه فرمانداری | مساحت شهرستان | سال ارتقاء |
| ------------- | ------------- | ------------------ | -------------------------- | --------------- | ------------- | ---------- |
| شهرستان مرند  | Х             | Х                  | Х                          | ✓               | Х             | ۱۳۹۱       |
| شهرستان مراغه | ✓             | ✓                  | ✓                          | ✓               | Х             | ۱۳۸۶       |
| شهرستان میانه | Х             | Х                  | ✓                          | ✓               | ✓             | ۱۳۹۱       |

استان آذربایجان غربی

شهرستان‌های مهاباد و میاندوآب تنها با داشتن دو شاخص از پنج شاخص (در زمان ارتقاء)، فرمانداری آن‌ها به ویژه تبدیل شد.
- فرمانداری ویژه شهرستان خوی[۵]
- فرمانداری ویژه شهرستان مهاباد[۵]
- فرمانداری ویژه شهرستان میاندوآب[۷]

| ×                | جمعیت شهرستان | جمعیت مرکز شهرستان | مسافت بین شهر و مرکز استان | سابقه فرمانداری | مساحت شهرستان | سال ارتقاء |
| ---------------- | ------------- | ------------------ | -------------------------- | --------------- | ------------- | ---------- |
| شهرستان خوی      | ✓             | ✓                  | ✓                          | ✓               | ✓             | ۱۳۸۶       |
| شهرستان مهاباد   | Х             | ✓                  | Х                          | ✓               | Х             | ۱۳۸۶       |
| شهرستان میاندوآب | Х             | Х                  | ✓                          | ✓               | Х             | ۱۳۸۷       |

استان اصفهان
- فرمانداری ویژه شهرستان کاشان[۸][۷]
- فرمانداری ویژه شهرستان نجف‌آباد[۶]
- فرمانداری ویژه شهرستان نائین

| ×               | جمعیت شهرستان | جمعیت مرکز شهرستان | مسافت بین شهر و مرکز استان | سابقه فرمانداری | مساحت شهرستان | سال ارتقاء |
| --------------- | ------------- | ------------------ | -------------------------- | --------------- | ------------- | ---------- |
| شهرستان کاشان   | ✓             | ✓                  | ✓                          | ✓               | Х             | ۱۳۸۷       |
| شهرستان نجف‌آباد | ✓             | ✓                  | Х                          | ✓               | Х             | ۱۳۹۱       |
| شهرستان نایین   | Х             | Х                  | ✓                          | ✓               | ✓             | ۱۴۰۳       |

استان البرز
- فرمانداری ویژه شهرستان کرج[۹][۷]

| ×           | جمعیت شهرستان | جمعیت مرکز شهرستان | مسافت بین شهر و مرکز استان | سابقه فرمانداری | مساحت شهرستان | سال ارتقاء |
| ----------- | ------------- | ------------------ | -------------------------- | --------------- | ------------- | ---------- |
| شهرستان کرج | ✓             | ✓                  | Х                          | ✓               | Х             | ۱۳۸۷       |

استان ایلام
فرمانداری ویژه شهرستان دهلران
| ×              | جمعیت شهرستان | جمعیت مرکز شهرستان | مسافت بین شهر و مرکز استان | سابقه فرمانداری | مساحت شهرستان | سال ارتقاء |
| -------------- | ------------- | ------------------ | -------------------------- | --------------- | ------------- | ---------- |
| شهرستان دهلران | Х             | Х                  | ✓                          | ✓               | ✓             | ۱۴۰۰       |

استان تهران
- فرمانداری ویژه شهرستان ری[۱۱]
- فرمانداری ویژه شهرستان شهریار[۱۲]
- فرمانداری ویژه شهرستان ورامین[۱۳]

| ×              | جمعیت شهرستان | جمعیت مرکز شهرستان | مسافت بین شهر و مرکز استان | سابقه فرمانداری | مساحت شهرستان | سال ارتقاء |
| -------------- | ------------- | ------------------ | -------------------------- | --------------- | ------------- | ---------- |
| شهرستان ری     | ✓             | ✓                  | Х                          | ✓               | Х             |            |
| شهرستان شهریار | ✓             | ✓                  | Х                          | Х               | Х             | ۱۴۰۱       |
| شهرستان ورامین | ✓             | ✓                  | Х                          | ✓               | Х             | ۱۴۰۱       |

استان خراسان جنوبی
- فرمانداری ویژه شهرستان طبس[۱۴][۱۵]

| ×           | جمعیت شهرستان | جمعیت مرکز شهرستان | مسافت بین شهر و مرکز استان | سابقه فرمانداری | مساحت شهرستان | سال ارتقاء |
| ----------- | ------------- | ------------------ | -------------------------- | --------------- | ------------- | ---------- |
| شهرستان طبس | Х             | Х                  | ✓                          | ✓               | ✓             | ۱۳۹۹       |

استان خراسان رضوی
- فرمانداری ویژه شهرستان تربت حیدریه[۵]
- فرمانداری ویژه شهرستان سبزوار[۷]
- فرمانداری ویژه شهرستان نیشابور[۷]
- فرمانداری ویژه مشهد[۱۶]

| ×                   | جمعیت شهرستان | جمعیت مرکز شهرستان | مسافت بین شهر و مرکز استان | سابقه فرمانداری | مساحت شهرستان | سال ارتقاء |
| ------------------- | ------------- | ------------------ | -------------------------- | --------------- | ------------- | ---------- |
| شهرستان تربت حیدریه | Х             | ✓                  | ✓                          | ✓               | ✓             | ۱۳۸۶       |
| شهرستان سبزوار      | ✓             | ✓                  | ✓                          | ✓               | ✓             | ۱۳۸۷       |
| شهرستان نیشابور     | ✓             | ✓                  | ✓                          | ✓               | ✓             | ۱۳۸۷       |
| شهرستان مشهد        | ✓             | ✓                  | ✓                          | ✓               | ✓             | ۱۳۹۵       |

استان خوزستان
- فرمانداری ویژه شهرستان آبادان[۵]
- فرمانداری ویژه شهرستان خرمشهر[۱۷]
- فرمانداری ویژه شهرستان دزفول[۱۸][۵]

| ×              | جمعیت شهرستان | جمعیت مرکز شهرستان | مسافت بین شهر و مرکز استان | سابقه فرمانداری | مساحت شهرستان | سال ارتقاء |
| -------------- | ------------- | ------------------ | -------------------------- | --------------- | ------------- | ---------- |
| شهرستان آبادان | ✓             | ✓                  | Х                          | ✓               | Х             | ۱۳۸۶       |
| شهرستان خرمشهر | Х             | ✓                  | ✓                          | ✓               | Х             | ۱۳۹۴       |
| شهرستان دزفول  | ✓             | ✓                  | ✓                          | ✓               | Х             | ۱۳۸۶       |

استان سمنان
- فرمانداری ویژه شهرستان شاهرود[۵]

| ×              | جمعیت شهرستان | جمعیت مرکز شهرستان | مسافت بین شهر و مرکز استان | سابقه فرمانداری | مساحت شهرستان | سال ارتقاء |
| -------------- | ------------- | ------------------ | -------------------------- | --------------- | ------------- | ---------- |
| شهرستان شاهرود | Х             | Х                  | ✓                          | ✓               | ✓             | ۱۳۸۶       |

استان سیستان و بلوچستان
- فرمانداری ویژه شهرستان ایرانشهر[۵]
- فرمانداری ویژه شهرستان چابهار[۱۹]
- فرمانداری ویژه شهرستان زابل[۵]

| ×                | جمعیت شهرستان | جمعیت مرکز شهرستان | مسافت بین شهر و مرکز استان | سابقه فرمانداری | مساحت شهرستان | سال ارتقاء |
| ---------------- | ------------- | ------------------ | -------------------------- | --------------- | ------------- | ---------- |
| شهرستان ایرانشهر | ✓             | Х                  | ✓                          | ✓               | ✓             | ۱۳۸۶       |
| شهرستان چابهار   | ✓             | Х                  | ✓                          | ✓               | ✓             |            |
| شهرستان زابل     | ✓             | ✓                  | ✓                          | ✓               | ✓             | ۱۳۸۶       |

استان فارس
- فرمانداری ویژه شهرستان جهرم[۲۰][۲۱]
- فرمانداری ویژه شهرستان داراب[۲۲][۲۳]
- فرمانداری ویژه شهرستان فسا[۲۱]
- فرمانداری ویژه شهرستان کازرون[۲۴][۲۵]
- فرمانداری ویژه شهرستان لارستان[۲۶]
- فرمانداری ویژه شهرستان مرودشت[۲۷][۲۵]
- فرمانداری ویژه شهرستان آباده[۲۸]

| ×               | جمعیت شهرستان | جمعیت مرکز شهرستان | مسافت بین شهر و مرکز استان | سابقه فرمانداری | مساحت شهرستان | سال ارتقاء |
| --------------- | ------------- | ------------------ | -------------------------- | --------------- | ------------- | ---------- |
| شهرستان جهرم    | Х             | ✓                  | ✓                          | ✓               | ✓             | ۱۳۹۲       |
| شهرستان داراب   | Х             | Х                  | ✓                          | ✓               | ✓             | ۱۳۹۸       |
| شهرستان فسا     | Х             | Х                  | ✓                          | ✓               | Х             | ۱۳۹۲       |
| شهرستان کازرون  | ✓             | Х                  | Х                          | ✓               | Х             | ۱۳۹۸       |
| شهرستان لارستان | Х             | Х                  | ✓                          | ✓               | ✓             | ۱۳۸۸       |
| شهرستان مرودشت  | ✓             | ✓                  | Х                          | Х               | Х             | ۱۳۹۸       |
| شهرستان آباده   | Х             | Х                  | ✓                          | ✓               | ✓             | ۱۴۰۲       |

استان کردستان
- فرمانداری ویژه شهرستان سقز[۲۹]

| ×           | جمعیت شهرستان | جمعیت مرکز شهرستان | مسافت بین شهر و مرکز استان | سابقه فرمانداری | مساحت شهرستان | سال ارتقاء |
| ----------- | ------------- | ------------------ | -------------------------- | --------------- | ------------- | ---------- |
| شهرستان سقز | Х             | ✓                  | ✓                          | ✓               | Х             | ۱۳۹۲       |

استان کرمان
- فرمانداری ویژه شهرستان رفسنجان[۷]
- فرمانداری ویژه شهرستان سیرجان[۵]

| ×               | جمعیت شهرستان | جمعیت مرکز شهرستان | مسافت بین شهر و مرکز استان | سابقه فرمانداری | مساحت شهرستان | سال ارتقاء |
| --------------- | ------------- | ------------------ | -------------------------- | --------------- | ------------- | ---------- |
| شهرستان رفسنجان | ✓             | ✓                  | Х                          | ✓               | ✓             |            |
| شهرستان سیرجان  | ✓             | ✓                  | ✓                          | ✓               | ✓             | ۱۳۸۶       |

استان گلستان
- فرمانداری ویژه شهرستان گنبد کاووس[۱۹]

| ×                  | جمعیت شهرستان | جمعیت مرکز شهرستان | مسافت بین شهر و مرکز استان | سابقه فرمانداری | مساحت شهرستان | سال ارتقاء |
| ------------------ | ------------- | ------------------ | -------------------------- | --------------- | ------------- | ---------- |
| شهرستان گنبد کاووس | ✓             | ✓                  | Х                          | ✓               | ✓             |            |

استان لرستان
- فرمانداری ویژه شهرستان بروجرد[۷]
- فرمانداری ویژه شهرستان الیگودرز[۷]

| ×                | جمعیت شهرستان | جمعیت مرکز شهرستان | مسافت بین شهر و مرکز استان | سابقه فرمانداری | مساحت شهرستان | سال ارتقاء |
| ---------------- | ------------- | ------------------ | -------------------------- | --------------- | ------------- | ---------- |
| شهرستان بروجرد   | ✓             | ✓                  | Х                          | ✓               | Х             |            |
| شهرستان الیگودرز | ✓             | ✓                  | ✓                          | ✓               | ✓             | ۱۴۰۲       |

استان مازندران
- فرمانداری ویژه شهرستان آمل[۳۰]
- فرمانداری ویژه شهرستان بابل[۳۱]
- فرمانداری ویژه شهرستان تنکابن[۳۲]

| ×              | جمعیت شهرستان | جمعیت مرکز شهرستان | مسافت بین شهر و مرکز استان | سابقه فرمانداری | مساحت شهرستان | سال ارتقاء |
| -------------- | ------------- | ------------------ | -------------------------- | --------------- | ------------- | ---------- |
| شهرستان آمل    | ✓             | ✓                  | Х                          | ✓               | Х             |            |
| شهرستان بابل   | ✓             | ✓                  | Х                          | ✓               | Х             |            |
| شهرستان تنکابن | Х             | Х                  | ✓                          | ✓               | Х             |            |

استان مرکزی
- فرمانداری ویژه شهرستان ساوه[۷]

| ×            | جمعیت شهرستان | جمعیت مرکز شهرستان | مسافت بین شهر و مرکز استان | سابقه فرمانداری | مساحت شهرستان | سال ارتقاء |
| ------------ | ------------- | ------------------ | -------------------------- | --------------- | ------------- | ---------- |
| شهرستان ساوه | ✓             | ✓                  | ✓                          | ✓               | Х             |            |

استان هرمزگان
- فرمانداری ویژه شهرستان میناب[۳۳]

| ×             | جمعیت شهرستان | جمعیت مرکز شهرستان | مسافت بین شهر و مرکز استان | سابقه فرمانداری | مساحت شهرستان | سال ارتقاء |
| ------------- | ------------- | ------------------ | -------------------------- | --------------- | ------------- | ---------- |
| شهرستان میناب | ✓             | Х                  | Х                          | ✓               | ✓             |            |

استان همدان
- فرمانداری ویژه شهرستان ملایر[۷]

| ×             | جمعیت شهرستان | جمعیت مرکز شهرستان | مسافت بین شهر و مرکز استان | سابقه فرمانداری | مساحت شهرستان | سال ارتقاء |
| ------------- | ------------- | ------------------ | -------------------------- | --------------- | ------------- | ---------- |
| شهرستان ملایر | ✓             | ✓                  | Х                          | ✓               | Х             | ۱۳۸۷       |

استان یزد
- فرمانداری ویژه شهرستان اردکان[۷]
- فرمانداری ویژه شهرستان میبد[۵]

| ×              | جمعیت شهرستان | جمعیت مرکز شهرستان | مسافت بین شهر و مرکز استان | سابقه فرمانداری | مساحت شهرستان | سال ارتقاء |
| -------------- | ------------- | ------------------ | -------------------------- | --------------- | ------------- | ---------- |
| شهرستان اردکان | Х             | ✓                  | Х                          | ✓               | ✓             | ۱۴۰۳       |
| شهرستان میبد   | Х             | ✓                  | Х                          | Х               | ✓             | ۱۴۰۳       |